# Валланс, Джим
Джеймс Дуглас (Джим) Валланс (англ. James Douglas (Jim) Vallance) — канадский ударник, поэт-песенник и музыкальный продюсер конца XX — начала XXI веков. Наиболее известен сотрудничеством с Брайаном Адамсом, в написании самых известных хитов которого принимал активное участие. Сотрудничал как автор-песенник с рядом других известных исполнителей, играл и сочинял песни для группы Prism, продюсировал первые альбомы группы Glass Tiger. Лауреат многочисленных премий ассоциаций Procan и SOCAN и премии «Джуно» как автор песен. Кавалер ордена Канады (2007).

## Биография
Родился в Чилливаке (Британская Колумбия) в 1952 году. Начал учиться игре на фортепиано в детстве, продолжил обучение в 1970—1971 годах у Фрэнсес Марр Адаскин в Университете Британской Колумбии. В 1974—1976 году брал уроки игры на виолончели у Ганса Сигриста, однако с середины 1970-х годов увлекся поп-музыкой и, в частности, игрой на ударных инструментах. Выступал как ударник с группами Sunshyne и Prism. Для последней написал ряд песен, семь из которых (под псевдонимом «Родни Хиггс»), вошли в дебютный альбом коллектива.
Работая в Ванкувере как студийный ударник, с 1978 года начал сочинять песни вместе с Брайаном Адамсом. Первый период сотрудничества продолжался 11 лет, на протяжении которых практически все главные хиты Адамса были созданы совместно с Валлансом (иногда привлекался также третий автор). В их числе были «Cuts Like a Knife», «Hearts on Fire», «Heat of the Night», «Heaven», «Run to You», «Somebody», «This Time».
Они также вместе сочиняли песни для других исполнителей, в числе которых были канадские группы BTO и Loverboy, американские группы Kiss и 38 Special, Джо Кокер, Роджер Долтри, Нил Даймонд, Джус Ньютон, Бонни Рэйтт, Карли Саймон, Род Стюарт, Тина Тёрнер. В 1985 году Адамс и Валланс вместе с Дэвидом Фостером и другими музыкальными деятелями создали песню «Tears Are Not Enough» для сбора помощи жертвам голода в Эфиопии. Валланс участвовал в продюсировании песни и исполнял партию ударных при её записи.
Помимо Адамса, Валланс работал в соавторстве с Фостером (их песня «Now and Forever» в исполнении Энн Мюррей в 1986 году была избрана песней года Канадской ассоциации музыки кантри), Элисом Купером и Риком Спрингфилдом. Он также сочинял песни для Оззи Осборна и таких групп, как Toronto, Aerosmith («Rag Doll», «The Other Side»), Scorpions. Песни Валланса позже звучали в исполнении Пола Анки, канадской группы Hedley, Королевского филармонического оркестра (Великобритания) и испанского музыканта DJ Sammy. Спродюсировал первые два альбома группы Glass Tiger, для которой сочинил некоторые из её ранних хитов.
Входил в состав советов директоров Исполнительной организации по правам Канады (Procan, с 1985 по 1990), Общества композиторов, авторов и музыкальных издателей Канады (SOCAN, с 1996 по 2009 год с перерывами). С 1998 по 2008 год входил в консультативный совет Ассоциации поэтов-песенников Канады, а с 2008 года стал членом её совета директоров.

## Награды и звания
Джим Валланс — обладатель более 35 наград ассоциаций Procan и SOCAN, с 1984 по 1987 год завоёвывал премию «Джуно» как автор года (в 1984—1985 годах совместно с Брайаном Адамсом). Номинировался также на премию продюсеру года за работу с Glass Tiger, включая сингл «Don’t Forget Me (When I’m Gone)», завоевавший «Джуно» в своей номинации. В 2007 году произведен в кавалеры ордена Канады. В 2022 году включен в списки Зала славы канадских поэтов-песенников (англ. Canadian Songwriters Hall of Fame).